# Крехка еднодневка
Крехките еднодневки (Ametropus fragilis) са вид насекоми от семейство Ametropodidae.
Те са единственият представител на род Ametropus, който се среща в Европа. На външен вид не се отличават особено от останалите еднодневки, а ларвите им са много подобни на тези на по-често срещания род Baetis. Обитават главно долните течения на големи реки, където ларвите им живеят в песъчливото дъно. 